# Reignac-sur-Indre
 Reignac-sur-Indre  es una población y comuna francesa, situada en la región de  Centro, departamento de Indre y Loira, en el distrito de Loches y cantón de Loches.

## Demografía
| 653 | 645 | 685 | 842 | 909 | 1068 |
| Para los censos de 1962 a 1999 la población legal corresponde a la población sin duplicidades (Fuente: INSEE [Consultar]) |     |     |     |     |      |